# 인도네시아짧은코과일박쥐
인도네시아짧은코과일박쥐(Cynopterus titthaecheilus)는 큰박쥐과에 속하는 박쥐의 일종이다. 인도네시아 토착종으로 3종의 아종이 알려져 있다.

## 아종
- Cynopterus titthaecheilus titthaecheilus
- Cynopterus titthaecheilus major
- Cynopterus titthaecheilus terminus